# Малотроицкое (Белгородская область)
Малотроицкое — село в Чернянском районе Белгородской области. Центр Малотроицкого сельского поселения.

## География
Малотроицкое находится в 27 километрах от райцентра Чернянки и граничит с территорией Старооскольского городского округа. 

## История
В документах второй половины 1600-х годов упоминается слобода Котельная Плота. В начале 1700-х годов Котельная плота с окружающими ее землями была отдана графу Орлову-Давыдову.
В 1826 году в Котельной Плоте завершили строительство храма Святой Троицы, с той поры Котельную Плоту все чаще называли Троицким. А поскольку в Новооскольском уезде неподалеку уже была слобода с таким же названием, то первую стали звать Большой Троицей (Большетроицкое), а бывшую Котельную Плоту - Малой Троицей (Малотроицкое).
С июля 1928 года хутор Мало-Троицкий в Чернянском районе — центр Мало-Троицкого сельсовета, объединяющего село Славянка, два хутора и совхоз «Петровский».
В 1958 году в Мало-Троицкий сельсовет Чернянского района входили села Мало-Троицкое и Хитрово, деревня Баклановка и хутора Васильевка, Петровский и Славянка.
В 1960—1980-е годы в селе развернулась массовая стройка. С 1970 по 1985 гг. были возведены новые Дом культуры, магазины, гостиница, постройки спецхоза на 1800 голов скота, квартиры для колхозников, проложены дороги с твердым покрытием. 
В 1990-е гг. Малотроицкое и еще несколько сел и хуторов округа были газифицированы, в селе появилось новое школьное здание. В августе 1999 года в селе открыли филиал районной школы искусств.

## Население
На 1 января 1932 года в хуторе насчитывалось 1926 жителей. На 17 января 1979 года в Малотроицком — 817 жителей, на 12 января 1989 года — 871 (391 муж., 480 жен.).
| 2002 | 2010 |
| ---- | ---- |
| 167  | ↗774 |